# پرچم‌های قلعه کاوه
پرچم‌های قلعه کاوه فیلمی به کارگردانی و نویسندگی محمد نوری‌زاد و تهیه‌کنندگی حجت‌الله خسروی محصول سال ۱۳۸۶ ایران است.

## جشنواره‌ها
فیلم پرچم‌های قلعه کاوه در بیست و ششمین دوره جشنواره فیلم فجر سیمرغ بلورین بهترین جلوه‌های ویژه (حسین طلابیگی) را کسب کرده است.
همچنین این فیلم در دوازدهمین دوره جشن خانه سینما تندیس بهترین طراحی صحنه و لباس (ایرج رامین‌فر) را به‌دست آورده است.

## داستان
فیلم «پرچم‌های قلعه کاوه» داستان بخشی از تاخت‌وتاز مغولان به ایران است. مردم روستایی مرزی در ایران در آستانهٔ برگزاری جشنی هستند ولی آمدن مغول‌ها آنها را ناگزیر از کوچیدن می‌کند…

## بازیگران
| بازیگران       | نقش          | صداپیشه         |
| -------------- | ------------ | --------------- |
| محمد صادقی     | میرقباد      | بهرام زند       |
| فرشید صمدی پور | کوه شکن      | حسین عرفانی     |
| بهزاد فراهانی  | ابراهیم      | نصرالله مدقالچی |
| داوود رشیدی    | پیربابا      | احمد رسول زاده  |
| حسین پرستار    | نجم الدین    | پرویز بهرام     |
| شهاب حسینی     | صادق         | افشین زی نوری   |
| علی فرهنگی     | پطروس        | علیرضا باشکندی  |
| محمود اردلان   | مباشر        | بهمن هاشمی      |
| سلیمان قائمی   | حکیم         | جواد پزشکیان    |
| منصور خاکی     | راننده تریلی | بهرام زاهدی     |
| امین زندگانی   | سروان صالحی  | کسری کیانی      |
| یوسف مرادیان   | ساسان        | امیر منوچهری    |
| نگاه خاقانی    | دختر کاوه    | شهرزاد ثابتی    |
| مینا حسینی     | همسر سلیمان  | کتایون اعظمی    |
| مهدی عطاران    | داوود        | زهرا اسدی       |